# Oxysoma
Oxysoma is een geslacht van spinnen uit de  familie van de Anyphaenidae (buisspinnen).

## Soorten
- Oxysoma itambezinho Ramírez, 2003
- Oxysoma longiventre (Nicolet, 1849)
- Oxysoma punctatum Nicolet, 1849
- Oxysoma saccatum (Tullgren, 1902)